# الطواف العالمي لكرة المضرب النسائية برعاية الاتحاد الدولي لكرة المضرب – 2023 (يناير–مارس)
أقيم الطواف العالمي لكرة المضرب النسائية لسنة 2023 برعاية الاتحاد الدولي لكرة المضرب ويندرج ضمن الرتبة الثانية لمنافسات المحترفات في كرة المضرب. يحتل مرتبة أدنى من جولة رابطة محترفات كرة المضرب (WTA). تشمل جولة الاتحاد الدولي لكرة المضرب للسيدات بطولات في ست فئات مع جوائز مالية تتراوح من 15،000 دولار إلى 100،000 دولار.

## المواسم
| مواسم الطواف العالمي لكرة المضرب النسائية برعاية الاتحاد الدولي لكرة المضرب | مواسم الطواف العالمي لكرة المضرب النسائية برعاية الاتحاد الدولي لكرة المضرب | مواسم الطواف العالمي لكرة المضرب النسائية برعاية الاتحاد الدولي لكرة المضرب | مواسم الطواف العالمي لكرة المضرب النسائية برعاية الاتحاد الدولي لكرة المضرب | مواسم الطواف العالمي لكرة المضرب النسائية برعاية الاتحاد الدولي لكرة المضرب | مواسم الطواف العالمي لكرة المضرب النسائية برعاية الاتحاد الدولي لكرة المضرب | مواسم الطواف العالمي لكرة المضرب النسائية برعاية الاتحاد الدولي لكرة المضرب | مواسم الطواف العالمي لكرة المضرب النسائية برعاية الاتحاد الدولي لكرة المضرب | مواسم الطواف العالمي لكرة المضرب النسائية برعاية الاتحاد الدولي لكرة المضرب | مواسم الطواف العالمي لكرة المضرب النسائية برعاية الاتحاد الدولي لكرة المضرب |
| تسعينيات القرن العشرين                                                      | تسعينيات القرن العشرين                                                      | تسعينيات القرن العشرين                                                      | تسعينيات القرن العشرين                                                      | تسعينيات القرن العشرين                                                      | تسعينيات القرن العشرين                                                      | تسعينيات القرن العشرين                                                      | تسعينيات القرن العشرين                                                      | تسعينيات القرن العشرين                                                      | تسعينيات القرن العشرين                                                      |
| --------------------------------------------------------------------------- | --------------------------------------------------------------------------- | --------------------------------------------------------------------------- | --------------------------------------------------------------------------- | --------------------------------------------------------------------------- | --------------------------------------------------------------------------- | --------------------------------------------------------------------------- | --------------------------------------------------------------------------- | --------------------------------------------------------------------------- | --------------------------------------------------------------------------- |
| 1994                                                                        | 1995                                                                        | 1995                                                                        | 1996                                                                        | 1997                                                                        | 1998                                                                        | 1999                                                                        |                                                                             |                                                                             |                                                                             |
| العقد الأول من القرن 21                                                     |                                                                             |                                                                             |                                                                             |                                                                             |                                                                             |                                                                             |                                                                             |                                                                             |                                                                             |
| 2000                                                                        | 2001                                                                        | 2002                                                                        | 2003                                                                        | 2004                                                                        | 2005                                                                        | 2006                                                                        | 2007                                                                        | 2008 الربع الأول · الربع الثاني · الربع الثالث                              | 2009                                                                        |
| العقد الثاني من القرن 21                                                    |                                                                             |                                                                             |                                                                             |                                                                             |                                                                             |                                                                             |                                                                             |                                                                             |                                                                             |
| 2010 الربع الأول · الربع الثاني · الربع الثالث · الربع الرابع               | 2011 الربع الأول · الربع الثاني · الربع الثالث · الربع الرابع               | 2012 الربع الأول · الربع الثاني · الربع الثالث · الربع الرابع               | 2013 الربع الأول · الربع الثاني · الربع الثالث · الربع الرابع               | 2014 الربع الأول · الربع الثاني · الربع الثالث · الربع الرابع               | 2015 الربع الأول · الربع الثاني · الربع الثالث · الربع الرابع               | 2016 الربع الأول · الربع الثاني · الربع الثالث · الربع الرابع               | 2017 الربع الأول · الربع الثاني · الربع الثالث · الربع الرابع               | 2018 الربع الأول · الربع الثاني · الربع الثالث · الربع الرابع               | 2019 الربع الأول · الربع الثاني · الربع الثالث · الربع الرابع               |
| العقد الثالث من القرن 21                                                    |                                                                             |                                                                             |                                                                             |                                                                             |                                                                             |                                                                             |                                                                             |                                                                             |                                                                             |
| 2020 الربع الأول · الربع الثاني · الربع الثالث · الربع الرابع               | 2021 الربع الأول · الربع الثاني · الربع الثالث · الربع الرابع               | 2022 الربع الأول · الربع الثاني · الربع الثالث · الربع الرابع               | 2023 الربع الأول · الربع الثاني · الربع الثالث · الربع الرابع               | 2024 الربع الأول · الربع الثاني · الربع الثالث · الربع الرابع               | 2025 الربع الأول · الربع الثاني · الربع الثالث · الربع الرابع               |                                                                             |                                                                             |                                                                             |                                                                             |

## المفتاح
| الفئة           |
| بطولات دبليو100 |
| بطولات دبليو80  |
| بطولات دبليو60  |
| بطولات دبليو40  |
| بطولات دبليو25  |
| بطولات دبليو15  |

## شهر

### يناير
| الأسبوع  | البطولة                                                                                 | الفائزات                                                 | الوصيفات                            | المتأهلات لنصف النهائي                      | المتأهلات لربع النهائي                                                                |
| -------- | --------------------------------------------------------------------------------------- | -------------------------------------------------------- | ----------------------------------- | ------------------------------------------- | ------------------------------------------------------------------------------------- |
| 2 يناير  | كانبرا تنس الدولية كانبرا، أستراليا صلبة W60 فردي – زوجي                                | كاتي بولتر 3–6، 3–6، 2–6                                 | جودي بوراج                          | هيلي بابتيست لسيا تسورينكو                  | هيذر واتسون أسترا شارما ماي هونتاما إيفا ليس                                          |
| 2 يناير  | كانبرا تنس الدولية كانبرا، أستراليا صلبة W60 فردي – زوجي                                | إيرينا خروماتشيفا · أنستاسيا تيخونوفا · 4–6، 5–7         | روبن أندرسون هيلي بابتيست           | هيلي بابتيست لسيا تسورينكو                  | هيذر واتسون أسترا شارما ماي هونتاما إيفا ليس                                          |
| 2 يناير  | نونثابوري، تايلاند صلبة W40 الفردي والزوجي السحوبات                                     | كاترينا بوندارينكو 6–2، 6–3                              | فاليريا سافينيخ                     | لانلانا تارارودي بينجتارن بليبويتش          | أنشيسا شانتّا دليلا ياكوبوفيتش تشالا بويوكاكاتشاي غابرييلا كنوتسون                     |
| 2 يناير  | نونثابوري، تايلاند صلبة W40 الفردي والزوجي السحوبات                                     | ليانغ إن-شوو ما يكسين 6–0، 6–3                           | هيروكو كواتا كاترينا بوندارينكو     | لانلانا تارارودي بينجتارن بليبويتش          | أنشيسا شانتّا دليلا ياكوبوفيتش تشالا بويوكاكاتشاي غابرييلا كنوتسون                     |
| 2 يناير  | المنستير، تونس صلب W25 الفردي والزوجي سحوبات                                            | أوسيان دودان 6–1، 6–1                                    | كريستينا دميتروك                    | سادة ناهيمانا · ماريا تيموفييفا             | أليس توبيلو · لولا راديفوجيفيتش · إيرينا شيمانوفيتش · أندريا بريسكاريو                |
| 2 يناير  | المنستير، تونس صلب W25 الفردي والزوجي سحوبات                                            | كريستينا دميتروك · إيرينا شيمانوفيتش · 6–1، 6–2          | كاثلين كانيف أرليندا رشيت           | سادة ناهيمانا · ماريا تيموفييفا             | أليس توبيلو · لولا راديفوجيفيتش · إيرينا شيمانوفيتش · أندريا بريسكاريو                |
| 2 يناير  | ماليبو، الولايات المتحدة صلب W25 قرعة الفردي والزوجي                                    | جيمي لوبي 6–4، 6–1                                       | ريناتا زارازوا                      | إيمينا بيكتاس فيفيان وولف                   | هانا تشانج مارينا ستاكوسيك لولو سون إيرين كايتانو                                     |
| 2 يناير  | ماليبو، الولايات المتحدة صلب W25 قرعة الفردي والزوجي                                    | تم إلغاء جميع مسابقات الزوجي بسبب سوء الأحوال الجوية     |                                     | إيمينا بيكتاس فيفيان وولف                   | هانا تشانج مارينا ستاكوسيك لولو سون إيرين كايتانو                                     |
| 9 يناير  | تالين، إستونيا صلب (داخلية) W40 قرعة الفردي والزوجي                                     | يانينا ويكماير 6–1، 2–0 انسحاب                           | لينا جورتشيسكا                      | زينب سونمز بيرفو جينجيز                     | ليزلي كركهوف ديبورا كييزا أليس روبي تينا لوكاس                                        |
| 9 يناير  | تالين، إستونيا صلب (داخلية) W40 قرعة الفردي والزوجي                                     | لوسي هافليكوفا دومينيكا سالكوفا 7–5، 4–6، [13–11]        | ديبورا كييزا ليزا بيجاتو            | زينب سونمز بيرفو جينجيز                     | ليزلي كركهوف ديبورا كييزا أليس روبي تينا لوكاس                                        |
| 9 يناير  | نونثابوري، تايلاند صلب W40 قرعة الفردي والزوجي                                          | لانلانا تاراودي 2–6، 6–1، 6–0                            | مانانشايا ساوانجكايو                | أنستازيا كوليكوفا أنشيسا تشانتا             | تشالا بويوكاكاتشاي هاروكا كاجي باتشارين تشيبشانديج دليلا ياكوبوفيتش                   |
| 9 يناير  | نونثابوري، تايلاند صلب W40 قرعة الفردي والزوجي                                          | ليانغ إن شو ما يكسين 6–3، 2–6، [10–6]                    | لي بي تشي جيسي رومبيس               | أنستازيا كوليكوفا أنشيسا تشانتا             | تشالا بويوكاكاتشاي هاروكا كاجي باتشارين تشيبشانديج دليلا ياكوبوفيتش                   |
| 9 يناير  | المنستير، تونس صلب W40 قرعة الفردي والزوجي                                              | ماريا تيموفيفا · 7–5، 6–4                                | ساكورا هوسوجي                       | أوسيان دودان جيورجيا كراكون                 | أليس توبيلو · إيرينا شيمانوفيتش · أنستازيا زولوتاريفا · تاتيانا بروزوروفا             |
| 9 يناير  | المنستير، تونس صلب W40 قرعة الفردي والزوجي                                              | ألونا فومينا · إيرينا شيمانوفيتش · 6–2، 6–1              | آنا جافريلا سافو ساكيلاريدي         | أوسيان دودان جيورجيا كراكون                 | أليس توبيلو · إيرينا شيمانوفيتش · أنستازيا زولوتاريفا · تاتيانا بروزوروفا             |
| 9 يناير  | بوينس آيرس، الأرجنتين ترابي W25 قرعة الفردي والزوجي                                     | نوريا برانكاشيو 6–4، 4–6، 7–5                            | جوليا رييرا                         | بيا لوفرِتش صوفيا كوستولاس                   | مارتينا كابورو تابوردا · تيجانا سريتينوفيتش · كارلوتا مارتينيز سايرز · أمينة أنشبا    |
| 9 يناير  | بوينس آيرس، الأرجنتين ترابي W25 قرعة الفردي والزوجي                                     | أمينة أنشبا · فاليريا ستراخوفا · 1–6، 6–4، [10–7]        | يوليانا ليزارازو ماريا بولينا بيريز | بيا لوفرِتش صوفيا كوستولاس                   | مارتينا كابورو تابوردا · تيجانا سريتينوفيتش · كارلوتا مارتينيز سايرز · أمينة أنشبا    |
| 9 يناير  | GB Pro-Series Loughborough، لوفبرا، المملكة المتحدة صلب (داخلي) W25 قرعة الفردي والزوجي | سيلين نيف 6–0، 6–4                                       | إليز مالوني                         | كايزا رينالدو بيرسون فاني ستولار            | بيبيان ويجيرس كاتارينا ستريشناكوفا جوليا جاتو مونتيكوني جوستينا ميكولسكيت             |
| 9 يناير  | GB Pro-Series Loughborough، لوفبرا، المملكة المتحدة صلب (داخلي) W25 قرعة الفردي والزوجي | فيكتوريا مورفايوفا آنا سيسكوفا 6–3، 6–7(3–7)، [10–6]     | جوستينا ميكولسكيت بيبيان ويجيرس     | كايزا رينالدو بيرسون فاني ستولار            | بيبيان ويجيرس كاتارينا ستريشناكوفا جوليا جاتو مونتيكوني جوستينا ميكولسكيت             |
| 9 يناير  | نيبلز، الولايات المتحدة تراب W25 قرعة الفردي والزوجي                                    | إيما نافارو 6–3، 7–5                                     | بيتون ستيرنز                        | إميليانا أرانجو ويتني أوسويجوي              | جيمي لوب · فيرا لابكو · كاتارزينا كاوا · أوانا جورجيتا سيميون                         |
| 9 يناير  | نيبلز، الولايات المتحدة تراب W25 قرعة الفردي والزوجي                                    | ريس برانتماير ماكينا جونز 6–4، 6–2                       | إميلي آبلتون كوين جليسون            | إميليانا أرانجو ويتني أوسويجوي              | جيمي لوب · فيرا لابكو · كاتارزينا كاوا · أوانا جورجيتا سيميون                         |
| 9 يناير  | فور دو فرانس، مارتينيك، فرنسا صلب W15 قرعة الفردي والزوجي                               | إيما ليني 6–2، 6–4                                       | سارة إلييف                          | جيني دورست فاني أوستلوند                    | جيني ليم آنا أولياشينكو مارغو روڤروي آنا جروبور                                       |
| 9 يناير  | فور دو فرانس، مارتينيك، فرنسا صلب W15 قرعة الفردي والزوجي                               | جيني دورست فاني أوستلوند 6–4، 3–6، [10–4]                | بيانكا فرنانديز آنا أولياشينكو      | جيني دورست فاني أوستلوند                    | جيني ليم آنا أولياشينكو مارغو روڤروي آنا جروبور                                       |
| 9 يناير  | أنطاليا، تركيا تراب W15 قرعة الفردي والزوجي                                             | بانّا بارثا 2–6، 6–3، 6–3                                 | داريا لوديكوفا                      | ديانا ديميدوفا · أناستاسيا سوبوليفا         | زوزانا فرانكووسكا صوفيا روكيتّي كاترينا تسيجوروفا ألِساندرا ماتزولا                     |
| 9 يناير  | أنطاليا، تركيا تراب W15 قرعة الفردي والزوجي                                             | عائشة غول ميرت دوغا توركمان 6–7(5–7)، 6–2، [10–8]        | قافية لوبيز أميليا واليگورا         | ديانا ديميدوفا · أناستاسيا سوبوليفا         | زوزانا فرانكووسكا صوفيا روكيتّي كاترينا تسيجوروفا ألِساندرا ماتزولا                     |
| 16 يناير | فيرو بيتش الدولية للتنس فيرو بيتش، الولايات المتحدة ترابية W60 فردي – زوجي              | ماري بينوا 6–2، 7–5                                      | إيما نافارو                         | إلفينا كليفيا · فيرا لابكو                  | آنا روجرز إميليانا أرانجو كاتارزينا كاوا بيتون ستيرنز                                 |
| 16 يناير | فيرو بيتش الدولية للتنس فيرو بيتش، الولايات المتحدة ترابية W60 فردي – زوجي              | فرانشيسكا دي لورينزو ماكنا جونز 4–6، 3–6، [3–10]         | كوين جليسون إليكسان لوكيميا         | إلفينا كليفيا · فيرا لابكو                  | آنا روجرز إميليانا أرانجو كاتارزينا كاوا بيتون ستيرنز                                 |
| 16 يناير | تالين، إستونيا Hard (i) W40 قرعة الفردي والزوجي                                         | زينب صونمز 7–6(7–5)، 3–6، 6–3                            | فيكتوريا كوزموفا                    | ليزلي كركهوف كلوي باكيوت                    | لوسي هافليكوفا أودري ألبي لينا جواخيسكا دومينيكا شالكوفا                              |
| 16 يناير | تالين، إستونيا Hard (i) W40 قرعة الفردي والزوجي                                         | جيسي آني آنا سيسكوفا 6–4، 6–7(3–7)، [10–7]               | فريا كريستي آلي كولينز              | ليزلي كركهوف كلوي باكيوت                    | لوسي هافليكوفا أودري ألبي لينا جواخيسكا دومينيكا شالكوفا                              |
| 16 يناير | بوبال، الهند Hard W40 قرعة الفردي والزوجي                                               | أنستاسيا تيخونوفا · 6–4، 6–1                             | جوان زيوغر                          | كاترينا ماكاروفا · فاليريا سافينيخ          | نيجينا أبدوريموفا · إري شيميزو · مانا كوامورا · كسينيا زايتسيفا                       |
| 16 يناير | بوبال، الهند Hard W40 قرعة الفردي والزوجي                                               | إرينا هاياشي ساكي إمامورا 6–3، 7–6(7–3)                  | كاترينا ماكاروفا · كاترينا راينغولد | كاترينا ماكاروفا · فاليريا سافينيخ          | نيجينا أبدوريموفا · إري شيميزو · مانا كوامورا · كسينيا زايتسيفا                       |
| 16 يناير | المنستير، تونس Hard W40 قرعة الفردي والزوجي                                             | ساكورا هوسوغي 7–6(10–8)، 6–4                             | يوليا هاتوكوفا                      | لوسيا كيريتش باغاريتش · أنستاسيا زولوتاريفا | سافو ساكي لاريدي · أليس توبيلا · إيرينا شيمانوفيتش · صوفيا لانسيري                    |
| 16 يناير | المنستير، تونس Hard W40 قرعة الفردي والزوجي                                             | سادا ناهي مانا أندريا بريساكاريو 7–5، 6–4                | ألونا فومينا · إيرينا شيمانوفيتش    | لوسيا كيريتش باغاريتش · أنستاسيا زولوتاريفا | سافو ساكي لاريدي · أليس توبيلا · إيرينا شيمانوفيتش · صوفيا لانسيري                    |
| 16 يناير | بوينس آيرس، الأرجنتين Clay W25 قرعة الفردي والزوجي                                      | كارلوتا مارتينيز سيريز 6–4، 5–7، 6–3                     | نوريا برانكاشيو                     | غابرييلا سي سولانا سييرا                    | كارولينا ألفيس ناتاليا سيدليكسكا مارتينا كابورو تابرودا مارتينا كولميغنا              |
| 16 يناير | بوينس آيرس، الأرجنتين Clay W25 قرعة الفردي والزوجي                                      | أمينة أنشبا · فاليريا ستراخوفا · 6–1، 6–2                | رومينا كونو ماريا فرناندا هيرازو    | غابرييلا سي سولانا سييرا                    | كارولينا ألفيس ناتاليا سيدليكسكا مارتينا كابورو تابرودا مارتينا كولميغنا              |
| 16 يناير | بيتي-بور، غوادلوب، فرنسا Hard W25 قرعة الفردي والزوجي                                   | مارغو روفروي 6–2، 1–6، 6–1                               | إيما ليني                           | كاترينا كوزاروف جينا دي فالكو               | جيني ليم سارة إليفي كادينس بريس فاني أوستلند                                          |
| 16 يناير | بيتي-بور، غوادلوب، فرنسا Hard W25 قرعة الفردي والزوجي                                   | جيني ديورست فاني أوستلند 6–4، 6–3                        | كليرفي نغونو جوهانا سفيندسن         | كاترينا كوزاروف جينا دي فالكو               | جيني ليم سارة إليفي كادينس بريس فاني أوستلند                                          |
| 16 يناير | بوكا راتون، الولايات المتحدة Clay W25 قرعة الفردي والزوجي                               | ريناتا زارازوا 6–2، 7–5                                  | لولو صن                             | آشلي لاهاي ليف هوفدي                        | ألورا زاماريبا فيفيان وولف جيسيكا بييري هانا تشانغ                                    |
| 16 يناير | بوكا راتون، الولايات المتحدة Clay W25 قرعة الفردي والزوجي                               | تيباني فيكيه آشلي لاهاي 4–6، 6–1، [10–4]                 | كايلا كروس ريناتا زارازوا           | آشلي لاهاي ليف هوفدي                        | ألورا زاماريبا فيفيان وولف جيسيكا بييري هانا تشانغ                                    |
| 16 يناير | أنطاليا، تركيا ترابية W15 الفردي والزوجي السحب                                          | أناستاسيا سوبوليفا 6–2، 6–1                              | ألكسندرا شوبلادزي                   | بانا بارثا · ديانا ديميدوفا                 | كاترينا تسجوروفا آيسيجول ميرت أنيكا ياشكوفا أليساندرا ماتزولا                         |
| 16 يناير | أنطاليا، تركيا ترابية W15 الفردي والزوجي السحب                                          | داريا لوديكوفا · إيكاترينا أوفشارينكو · 6–2، 6–3         | هوريكان تيرا بلاك كافيا لوبيز       | بانا بارثا · ديانا ديميدوفا                 | كاترينا تسجوروفا آيسيجول ميرت أنيكا ياشكوفا أليساندرا ماتزولا                         |
| 23 يناير | Engie Open Andrézieux-Bouthéon 42 أندريزيه بوتيون، فرنسا صلب (داخلي) W60 فردي – زوجي    | أوسيان دودان 3–6، 6–2، 7–5                               | أودري ألبي                          | داريا سنيغور · أوكسانا سيليخميتيفا          | جيسيكا بونشيت زينب سونميز سيمونا والترت أماندين مونوت                                 |
| 23 يناير | Engie Open Andrézieux-Bouthéon 42 أندريزيه بوتيون، فرنسا صلب (داخلي) W60 فردي – زوجي    | صوفيا لانزيري · أوكسانا سيليخميتيفا · 6–3، 6–0           | كوني بيرين · إيرينا شيمانوفيتش      | داريا سنيغور · أوكسانا سيليخميتيفا          | جيسيكا بونشيت زينب سونميز سيمونا والترت أماندين مونوت                                 |
| 23 يناير | GB Pro-Series Sunderland سندرلاند، المملكة المتحدة صلب (داخلي) W60 فردي – زوجي          | غريت مينين 6–2، 1–6، 6–0                                 | منى بارثل                           | ماجالي كيمبين ليزلي كركهوف                  | سوني كارتال جيسيكا بوزاس مانيرو جاسمين جيمبرير أنجيليكا موراتيلي                      |
| 23 يناير | GB Pro-Series Sunderland سندرلاند، المملكة المتحدة صلب (داخلي) W60 فردي – زوجي          | فريا كريستي علي كولينز 6–3، 7–6(7–5)                     | ماجالي كيمبين إيدن سيلفا            | ماجالي كيمبين ليزلي كركهوف                  | سوني كارتال جيسيكا بوزاس مانيرو جاسمين جيمبرير أنجيليكا موراتيلي                      |
| 23 يناير | بونه، الهند صلب W40 فردي وزوجي السحوبات                                                 | تاتيانا ماريا 6–1، 6–1                                   | نيجينا أبدوريموفا                   | أنكيتا راينا · فاليريا سافينيخ              | إيرينا خروماتشيفا · كارمان ثاندي · أناستازيا تيخونوفا · إيري شيميزو                   |
| 23 يناير | بونه، الهند صلب W40 فردي وزوجي السحوبات                                                 | أنكيتا راينا برارثانا ثومبار]] 4–6، 7–5، [10–8]          | غوزال أينايتدينوفا جيبك كولامباييفا | أنكيتا راينا · فاليريا سافينيخ              | إيرينا خروماتشيفا · كارمان ثاندي · أناستازيا تيخونوفا · إيري شيميزو                   |
| 23 يناير | المنستير، تونس صلب W25 فردي وزوجي السحوبات                                              | لولا راديفوييفيتش 6–1، 7–5                               | ساكورا هوسوغي                       | وي سيجيا · تاتيانا بروزوروفا                | فالنتيني جراماتيكوبولو جيوامار ماريساني بريزكا ماديلين نوجروهو تيساه أندريانجافيتريمو |
| 23 يناير | المنستير، تونس صلب W25 فردي وزوجي السحوبات                                              | أونا غافريلا سافو ساكيلاياردو 7–5، 4–6، [10–6]           | ميهو كوراموتشي تساو شيا-يي          | وي سيجيا · تاتيانا بروزوروفا                | فالنتيني جراماتيكوبولو جيوامار ماريساني بريزكا ماديلين نوجروهو تيساه أندريانجافيتريمو |
| 23 يناير | أورلاندو USTA Pro Circuit Event أورلاندو، الولايات المتحدة صلب W25 الفردي والزوجي       | بيتون ستيرنز 6–2، 6–0                                    | روبن مونتغمري                       | أمينة بيكتاس آن لي                          | صوفي تشانغ كايلا داي فيكتوريا هو غابرييلا كنوتسون                                     |
| 23 يناير | أورلاندو USTA Pro Circuit Event أورلاندو، الولايات المتحدة صلب W25 الفردي والزوجي       | جادا هارت راشيدا ماكادو 6–3، 6–3                         | هارونا أراكاوا ناتسوه أراكاوا       | أمينة بيكتاس آن لي                          | صوفي تشانغ كايلا داي فيكتوريا هو غابرييلا كنوتسون                                     |
| 23 يناير | أنطاليا، تركيا تراب W15 الفردي والزوجي                                                  | أنستاسيا سوبوليفا 6–7(3–7)، 7–5، 7–6(7–5)                | داريا لوديكوفا                      | هوريكان تايرا بلاك · يكاتيرينا أوفتشارينكو  | أنيكا ياشكوفا · صوفيا روكتي · ريكي كونينغ · ديانا ديميدوفا                            |
| 23 يناير | أنطاليا، تركيا تراب W15 الفردي والزوجي                                                  | بولينا ليكينا · يكاتيرينا أوفتشارينكو · 6–2، 3–6، [10–4] | هوريكان تايرا بلاك دوغا توركمان     | هوريكان تايرا بلاك · يكاتيرينا أوفتشارينكو  | أنيكا ياشكوفا · صوفيا روكتي · ريكي كونينغ · ديانا ديميدوفا                            |
| 30 يناير | بورني الدولية بورني، أستراليا صلبة W60 فردي – زوجي                                      | ستورم هنتر 6–4، 6–3                                      | أوليفيا جاديكي                      | جيمي فورليس ليزيت كابريرا                   | بترا هول بريسيلا هون ماي هونتاما ما ييكسين                                            |
| 30 يناير | بورني الدولية بورني، أستراليا صلبة W60 فردي – زوجي                                      | ماي هونتاما إري هوزمي 4–6، 6–3، [10–6]                   | أرينا روديونوفا إينا شيبهارا        | جيمي فورليس ليزيت كابريرا                   | بترا هول بريسيلا هون ماي هونتاما ما ييكسين                                            |
| 30 يناير | بطولة جورجيا لتنس روما روما، الولايات المتحدة صلبة (داخلية) W60 فردي – زوجي             | بيتون ستيرنز 3–6، 6–0، 6–2                               | غابرييلا كنوتسون                    | لولو صن فرانشيسكا دي لورينزو                | يوهان سفيندسن أندريا لازارو غارسيا آشلي لاهاي مارسيلا زكرياس                          |
| 30 يناير | بطولة جورجيا لتنس روما روما، الولايات المتحدة صلبة (داخلية) W60 فردي – زوجي             | فاني ستولار لولو صن 6–3، 6–0                             | مانا أيوكاوا غابرييلا كنوتسون       | لولو صن فرانشيسكا دي لورينزو                | يوهان سفيندسن أندريا لازارو غارسيا آشلي لاهاي مارسيلا زكرياس                          |
| 30 يناير | بورتو، البرتغال صلبة (داخلية) W40 قرعات الفردي والزوجي                                  | سيلين نيف 6–2، 6–4                                       | لوكريزيا ستيانيني                   | سوزان بانديتشي هارموني تان                  | إيكاترين جورجودزي · سوفي لانسير · جاكلين كريستيان · كلوي باكيوت                       |
| 30 يناير | بورتو، البرتغال صلبة (داخلية) W40 قرعات الفردي والزوجي                                  | سيلين نيف يانينا ويكماير 6–1، 6–4                        | أليس روب تارا فيورث                 | سوزان بانديتشي هارموني تان                  | إيكاترين جورجودزي · سوفي لانسير · جاكلين كريستيان · كلوي باكيوت                       |
| 30 يناير | مدينة مكسيكو، المكسيك صلبة W40 قرعات الفردي والزوجي                                     | بيرفو جنجيز 6–4، 1–6، 7–6(11–9)                          | يوان يوي                            | صوفيا كوستولاس ديسبينا باباميتشايل          | تايلور نج لينا غلوشكو سابين ليزيكي إيمينا بيكتاس                                      |
| 30 يناير | مدينة مكسيكو، المكسيك صلبة W40 قرعات الفردي والزوجي                                     | بيرفو جينجيز صوفيا سوينغ 6–1، 1–6، [12–10]               | سوزان لامينز داريا سيمينيستايا      | صوفيا كوستولاس ديسبينا باباميتشايل          | تايلور نج لينا غلوشكو سابين ليزيكي إيمينا بيكتاس                                      |
| 30 يناير | أنطاليا، تركيا تراب W25 قرعة الفردي والزوجي                                             | سيوني مينديز 6–2، 7–5                                    | نينا بوتوتشنك                       | ديا هردجلاش ألبا ري غارسيا                  | أناستاسيا سوبوليفا كريستينا دينو ساندرا سمير كارلوتا مارتينيز سيرييز                  |
| 30 يناير | أنطاليا، تركيا تراب W25 قرعة الفردي والزوجي                                             | كريستينا دينو نيكا راديشيك 7–5، 6–2                      | ساندرا سمير كودي وونغ               | ديا هردجلاش ألبا ري غارسيا                  | أناستاسيا سوبوليفا كريستينا دينو ساندرا سمير كارلوتا مارتينيز سيرييز                  |
| 30 يناير | المنستير، تونس صلب W15 قرعة الفردي والزوجي                                              | فيونا فيرو 6–4، 6–3                                      | كريستيانا فيراندو                   | مانون ليونارد نادين كيلر                    | فالنتينا رايزر مارا غوث تيس سوغنو لي يا-هسين                                          |
| 30 يناير | المنستير، تونس صلب W15 قرعة الفردي والزوجي                                              | لي يا-هسين يانغ ييدي 2–6، 6–3، [15–13]                   | نادين كيلر تساو تشيا-يي             | مانون ليونارد نادين كيلر                    | فالنتينا رايزر مارا غوث تيس سوغنو لي يا-هسين                                          |
| 30 يناير | شرم الشيخ، مصر صلب W15 قرعة الفردي والزوجي                                              | داريا شاها · 4–6، 6–3، 6–3                               | وو هو-تشينغ                         | كلاوديا بوبيلاتيه إستر ميري                 | كيرا بافلوفا · ميشيكا أوزيكي · إميليا تفيريونايته · أميليا واليجورا                   |
| 30 يناير | شرم الشيخ، مصر صلب W15 قرعة الفردي والزوجي                                              | كاتارينا كوجموفا · داريا شاها · 6–3، 6–7(5–7)، [10–3]    | سابينا داداسيو أنكا تودوني          | كلاوديا بوبيلاتيه إستر ميري                 | كيرا بافلوفا · ميشيكا أوزيكي · إميليا تفيريونايته · أميليا واليجورا                   |

### فبراير
| الأسبوع   | البطولة                                                                                          | الفائزات                                                  | الوصيفات                                      | المتأهلات لنصف النهائي                        | المتأهلات لربع النهائي                                                    |
| --------- | ------------------------------------------------------------------------------------------------ | --------------------------------------------------------- | --------------------------------------------- | --------------------------------------------- | ------------------------------------------------------------------------- |
| 6 فبراير  | بطولة مفتوحة الأيزير غرونوبل، فرنسا صلبة (داخلية) W60 الفردي – الزوجي                            | أوسيان دودان 6–2، 7–5                                     | سيمونا والترت                                 | أوكسانا سيليخميتيفا · جيسيكا بونشيه           | كلارا بوريل كاثينكا فون ديكمان مارغو روفروي أودري ألبي                    |
| 6 فبراير  | بطولة مفتوحة الأيزير غرونوبل، فرنسا صلبة (داخلية) W60 الفردي – الزوجي                            | فريا كريستي علي كولينز 6–4، 6–3                           | صوفيا لانسر · ماريا تيموفييفا                 | أوكسانا سيليخميتيفا · جيسيكا بونشيه           | كلارا بوريل كاثينكا فون ديكمان مارغو روفروي أودري ألبي                    |
| 6 فبراير  | حدث أورلاندو برو سيركت لاتحاد التنس الأميركي أورلاندو، الولايات المتحدة صلبة W60 الفردي – الزوجي | كيمبرلي بيريل 6–3، 6–0                                    | ريبيكا بيترسون                                | سابين ليزيكي أشلين كروجر                      | أريان هارتونو كارولين دولهايد فرانشيسكا دي لورينزو ساتشيا فيكري           |
| 6 فبراير  | حدث أورلاندو برو سيركت لاتحاد التنس الأميركي أورلاندو، الولايات المتحدة صلبة W60 الفردي – الزوجي | أشلين كروجر روبن مونتغومري 7–5، 6–1                       | أريان هارتونو إيفا فيدر                       | سابين ليزيكي أشلين كروجر                      | أريان هارتونو كارولين دولهايد فرانشيسكا دي لورينزو ساتشيا فيكري           |
| 6 فبراير  | مدينة مكسيكو، المكسيك صلب W40 قرعة الفردي والزوجي                                                | داريا سيمينيستايا 7–5، 4–0 انسحاب                         | يانا كولودينسكا                               | ناديه بودوروسكا لينا غلوشكو                   | رينا سايغو رالوكا شيربان ديسبينا باباميتشايل جوستينا ميكولسكيت            |
| 6 فبراير  | مدينة مكسيكو، المكسيك صلب W40 قرعة الفردي والزوجي                                                | ديسبينا باباميتشايل رالوكا شيربان 3–6، 6–4، [10–4]        | يوليانا ليزارازو ماريا بولينا بيريز           | ناديه بودوروسكا لينا غلوشكو                   | رينا سايغو رالوكا شيربان ديسبينا باباميتشايل جوستينا ميكولسكيت            |
| 6 فبراير  | بورتو، البرتغال صلب (داخلي) W40 قرعة الفردي والزوجي                                              | غريت مينين 6–2، 6–2                                       | تارا وورث                                     | ماريا بوندارينكو · هارموني تان                | أناستاسيا جاسانوفا · أنستازيا كوليكوفا · سيلين نيف · كسينيا زايتسيفا      |
| 6 فبراير  | بورتو، البرتغال صلب (داخلي) W40 قرعة الفردي والزوجي                                              | إيكاترين جورجودزي لايري روميرو غورماز 6–4، 2–6، [11–9]    | ماتيلدي خورخي تارا وورث                       | ماريا بوندارينكو · هارموني تان                | أناستاسيا جاسانوفا · أنستازيا كوليكوفا · سيلين نيف · كسينيا زايتسيفا      |
| 6 فبراير  | بورني إنترناشونال بورني، أستراليا صلب W25 قرعة الفردي والزوجي                                    | جايمي فورليس 6–4، 6–3                                     | أوليفيا غاديكي                                | هيمينو ساكاتسومي ليزيت كابريرا                | أرينا روديونوفا إريكا سما ميساكي ماتسودا ألكسندرا بوزوفيتش                |
| 6 فبراير  | بورني إنترناشونال بورني، أستراليا صلب W25 قرعة الفردي والزوجي                                    | ديستاني أيافا نايكثا بينز 6–3، 7–5                        | ليلي فيركلو أوليفيا غاديكي                    | هيمينو ساكاتسومي ليزيت كابريرا                | أرينا روديونوفا إريكا سما ميساكي ماتسودا ألكسندرا بوزوفيتش                |
| 6 فبراير  | جي بي برو-سيريز باث باث، المملكة المتحدة صلب (داخلي) W25 قرعة الفردي والزوجي                     | ريبيكا سرامكوفا 6–2، 6–2                                  | تيريزا سميتكوفا                               | أليس روب ليزلي كركهوف                         | دومينيكا سالكوفا فيكتوريا مورفايوفا مايا لامسدن هان فاندي وينكل           |
| 6 فبراير  | جي بي برو-سيريز باث باث، المملكة المتحدة صلب (داخلي) W25 قرعة الفردي والزوجي                     | لورين جون بابتيست كاتارينا سترسناكوڤا 7–6(7–4)، 6–4       | إميلي أبلتون إيزابيل هافيرلاج                 | أليس روب ليزلي كركهوف                         | دومينيكا سالكوفا فيكتوريا مورفايوفا مايا لامسدن هان فاندي وينكل           |
| 6 فبراير  | أنطاليا، تركيا طين W25 قرعة الفردي والزوجي                                                       | تم إلغاء البطولة بسبب زلزال تركيا وسوريا 2023             | تم إلغاء البطولة بسبب زلزال تركيا وسوريا 2023 | تم إلغاء البطولة بسبب زلزال تركيا وسوريا 2023 | تم إلغاء البطولة بسبب زلزال تركيا وسوريا 2023                             |
| 6 فبراير  | شرم الشيخ، مصر صلب W15 الفردي والزوجي                                                            | ليندا كليموفيتشوفا 7–5، 6–7(3–7)، 6–2                     | كاتارينا كوزموفا                              | أنكا تودوني جورجيا بيدون                      | إكاتيرينا فيسنيفيسكايا وو هو تشينغ داريا شوفيردونكوفا سيلينا دال          |
| 6 فبراير  | شرم الشيخ، مصر صلب W15 الفردي والزوجي                                                            | جوليانا بستتي بياتريس ستاجنو 7–5، 6–2                     | دوجا توركمن وو هو تشينغ                       | أنكا تودوني جورجيا بيدون                      | إكاتيرينا فيسنيفيسكايا وو هو تشينغ داريا شوفيردونكوفا سيلينا دال          |
| 6 فبراير  | جاهجار، الهند طين W15 الفردي والزوجي                                                             | تمارا تشروفيتش 4–6، 6–2، 6–3                              | فايدههي تشوداري                               | زيل ديساي ألكسندرا إيورداتشي                  | حميرا بهارموس فانيسا إرسوز فاني أوستلوند ميهيكا ياداف                     |
| 6 فبراير  | جاهجار، الهند طين W15 الفردي والزوجي                                                             | فانيسا إرسوز فاني أوستلوند 0–6، 7–5، [10–5]               | ألكسندرا إيورداتشي سيفيل يولداشيف             | زيل ديساي ألكسندرا إيورداتشي                  | حميرا بهارموس فانيسا إرسوز فاني أوستلوند ميهيكا ياداف                     |
| 6 فبراير  | المنستير، تونس صلب W15 الفردي والزوجي                                                            | نينا رادوفانوفيتش 6–3، 6–0                                | شيراز بشري                                    | مارينتي سييبسما ميهو كوراموتشي                | أليونا فالاي · لي يا هيسن · إلينا جيموفيتش · لارا شميت                    |
| 6 فبراير  | المنستير، تونس صلب W15 الفردي والزوجي                                                            | ليوني كونغ تشانتال سافانت 7–5، 6–2                        | تيلويت دي جيرولامي باتريسيا باوكشتايت         | مارينتي سييبسما ميهو كوراموتشي                | أليونا فالاي · لي يا هيسن · إلينا جيموفيتش · لارا شميت                    |
| 13 فبراير | بطلة بورغ وشتير للسيدات آلتنكيرشن، ألمانيا سجاد (داخلي) W60 فردي – زوجي                          | كلارا تاوسون 7–6(7–5)، 4–6، 6–2                           | غريت مينين                                    | جاكلين كريستيان Noma Noha Akugue              | يانينا ويكماير · Ylena In-Albon · Polina Kudermetova · داريا سنيغور       |
| 13 فبراير | بطلة بورغ وشتير للسيدات آلتنكيرشن، ألمانيا سجاد (داخلي) W60 فردي – زوجي                          | غريت مينين يانينا ويكماير 6–1، 6–3                        | فريا كريستي Ali Collins                       | جاكلين كريستيان Noma Noha Akugue              | يانينا ويكماير · Ylena In-Albon · Polina Kudermetova · داريا سنيغور       |
| 13 فبراير | بطولة غواناخواتو إيرابواتو، المكسيك صلب W60+H فردي – زوجي                                        | كاميلا راخيموفا · 6–0، 1–6، 6–2                           | Raluca Șerban                                 | مارسيلا زكرياس Ashlyn Krueger                 | وانغ شينيو أسترا شارما ناديه بودوروسكا كيمبرلي بيريل                      |
| 13 فبراير | بطولة غواناخواتو إيرابواتو، المكسيك صلب W60+H فردي – زوجي                                        | Emina Bektas Ingrid Neel 7–6(7–4)، 3–6، [10–6]            | كوين جليسون Elixane Lechemia                  | مارسيلا زكرياس Ashlyn Krueger                 | وانغ شينيو أسترا شارما ناديه بودوروسكا كيمبرلي بيريل                      |
| 13 فبراير | سانتو دومينغو، جمهورية الدومينيكان صلب W25 قرعة الفردي والزوجي                                   | Carole Monnet 7–5، 3–6، 6–1                               | Darja Semeņistaja                             | Irene Burillo Escorihuela هيلي بابتيست        | Sára Bejlek أريان هارتونو Sofia Sewing Andrea Lázaro García               |
| 13 فبراير | سانتو دومينغو، جمهورية الدومينيكان صلب W25 قرعة الفردي والزوجي                                   | Darja Semeņistaja Sofia Sewing 6–3، 6–2                   | نفيسة بيربيروفيتش Eudice Chong                | Irene Burillo Escorihuela هيلي بابتيست        | Sára Bejlek أريان هارتونو Sofia Sewing Andrea Lázaro García               |
| 13 فبراير | GB Pro-Series Glasgow غلاسكو، المملكة المتحدة صلب (داخلي) W25 قرعة الفردي والزوجي                | ماري بينوا 3–6، 6–4، 6–1                                  | هيذر واتسون                                   | ليا بوشكوفيتش سوناي كارتال                    | آنا سيسكوفا إلينا مالوجينا أليس روب دومينيكا سالكوفا                      |
| 13 فبراير | GB Pro-Series Glasgow غلاسكو، المملكة المتحدة صلب (داخلي) W25 قرعة الفردي والزوجي                | مايا لامسدن إيلا ماكدونالد 3–6، 6–1، [13–11]              | دومينيكا سالكوفا آنا سيسكوفا                  | ليا بوشكوفيتش سوناي كارتال                    | آنا سيسكوفا إلينا مالوجينا أليس روب دومينيكا سالكوفا                      |
| 13 فبراير | أنطاليا، تركيا تراب W25 قرعة الفردي والزوجي                                                      | تم إلغاء البطولة بسبب زلزال تركيا وسوريا 2023             | تم إلغاء البطولة بسبب زلزال تركيا وسوريا 2023 | تم إلغاء البطولة بسبب زلزال تركيا وسوريا 2023 | تم إلغاء البطولة بسبب زلزال تركيا وسوريا 2023                             |
| 13 فبراير | شرم الشيخ، مصر صلب W15 قرعة الفردي والزوجي                                                       | داليللا سبيتيري 6–3، 6–7(4–7)، 6–1                        | أنكا تودوني                                   | إميليا تفيريونايته ليندا كليموفيكوفا          | لوكا أدفاردي · يفجينيا بردينا · باك دا-يون · لافينيا تناسي                |
| 13 فبراير | شرم الشيخ، مصر صلب W15 قرعة الفردي والزوجي                                                       | كلوديا بوبليتي ميرنا رفعت 6–2، 7–6(8–6)                   | جيوليانا بستيتي بيترس ستاجنو                  | إميليا تفيريونايته ليندا كليموفيكوفا          | لوكا أدفاردي · يفجينيا بردينا · باك دا-يون · لافينيا تناسي                |
| 13 فبراير | جهجار، الهند تراب W15 قرعة الفردي والزوجي                                                        | زيل ديساي 1–6، 6–1، 6–4                                   | سانديبتي سينغ راو                             | تمارا تشروفيتش فايدهى شودهاري                 | شريفالي باميديباتي هوميرا باهراموس فاني أوستلوند ألكسندرا يورداتش         |
| 13 فبراير | جهجار، الهند تراب W15 قرعة الفردي والزوجي                                                        | ديانا مارسنكفيتشا فاني أوستلوند 6–2، 6–1                  | فايدهى شودهاري زيل ديساي                      | تمارا تشروفيتش فايدهى شودهاري                 | شريفالي باميديباتي هوميرا باهراموس فاني أوستلوند ألكسندرا يورداتش         |
| 13 فبراير | إيبوه، ماليزيا صلب W15 قرعة الفردي والزوجي                                                       | لانلانا تارارودي 6–0، 3–6، 6–2                            | جايدا دانيال                                  | أيومي كوشيشي أنشيسا تشانتا                    | مي ياماجوتشي كيم دا-بين شون فانجيينغ قوه هانيو                            |
| 13 فبراير | إيبوه، ماليزيا صلب W15 قرعة الفردي والزوجي                                                       | لي يوي-يون أناستاسيا بوبلافسكا 7–5، 6–2                   | فينغ شيو قوه هانيو                            | أيومي كوشيشي أنشيسا تشانتا                    | مي ياماجوتشي كيم دا-بين شون فانجيينغ قوه هانيو                            |
| 13 فبراير | ماناكور، إسبانيا صلب W15 قرعة الفردي والزوجي                                                     | ناهي بيركوشيا 6–4، 7–6(8–6)                               | إينيس مورتا                                   | ألبا ري غارسيا إيوانا لوريدانا روسكا          | مي تيانمي أريانا غيرلينغز كافيا لوبيز كلوديا هوستي فيرير                  |
| 13 فبراير | ماناكور، إسبانيا صلب W15 قرعة الفردي والزوجي                                                     | ريبيكا مونك مورتنسن إينيس مورتا 6–0، 6–3                  | ميكا داغان فروختمن شافيت كيمتشي               | ألبا ري غارسيا إيوانا لوريدانا روسكا          | مي تيانمي أريانا غيرلينغز كافيا لوبيز كلوديا هوستي فيرير                  |
| 13 فبراير | المنستير، تونس صلب W15 قرعة الفردي والزوجي                                                       | أنجيليكا راجي 3–6، 6–2، 6–0                               | كايو نيشيورا                                  | شيراز بشري نينا رادوفانوفيتش                  | ياسمين مانسوري إيلينا جامشيدي ميهو كوراموتشي شانطال سوفانت                |
| 13 فبراير | المنستير، تونس صلب W15 قرعة الفردي والزوجي                                                       | لي يا-هسين ليو فانجزو 6–3، 7–6(14–12)                     | فيرنندا لابرينا إيلينا ميلوفانوفيتش           | شيراز بشري نينا رادوفانوفيتش                  | ياسمين مانسوري إيلينا جامشيدي ميهو كوراموتشي شانطال سوفانت                |
| 20 فبراير | بطولة مشكون المفتوحة مشكون، فرنسا صلب (داخلي) W40 قرعة الفردي والزوجي                            | جيسيكا بونشيه 6–3، 2–6، 6–4                               | يانينا ويكماير                                | تمارا زيدانسيك · كريستينا دميتروك             | أودري ألبي أماندين هيس جاكلين كريستيان مارغو روفروي                       |
| 20 فبراير | بطولة مشكون المفتوحة مشكون، فرنسا صلب (داخلي) W40 قرعة الفردي والزوجي                            | ماغالي كيمبن زينيا كنول 6–3، 6–4                          | داريا أستاخوفا · برارتانا تومباري             | تمارا زيدانسيك · كريستينا دميتروك             | أودري ألبي أماندين هيس جاكلين كريستيان مارغو روفروي                       |
| 20 فبراير | توكما، الأرجنتين ترابية W25 قرعة الفردي والزوجي                                                  | سولانا سييرا 6–2، 6–2                                     | روزا فينس ماس                                 | كارلوتا مارتينيز سيريث مارتينا كابورو تابوردا | جوليا رييرا فرانسيسكا جونز غابرييلا سي ماريا سارا بوبا                    |
| 20 فبراير | توكما، الأرجنتين ترابية W25 قرعة الفردي والزوجي                                                  | ماريا فرناندا هيرازو ليكسي ستيفنز 2–6، 6–3، [10–8]        | سيون مينديز دانييلا فيسمانه                   | كارلوتا مارتينيز سيريث مارتينا كابورو تابوردا | جوليا رييرا فرانسيسكا جونز غابرييلا سي ماريا سارا بوبا                    |
| 20 فبراير | مدينة سوان هيل، أستراليا عشبية W25 قرعة الفردي والزوجي                                           | أرينا روديونوفا 6–4، 6–3                                  | ماديسون إنغليس                                | نايكثا بينز ليانغ إن شاو                      | أوليفيا غاديكي جوانا غارلاند بيترا هول وانغ يافان                         |
| 20 فبراير | مدينة سوان هيل، أستراليا عشبية W25 قرعة الفردي والزوجي                                           | لويلي فيركلو أوليفيا غاديكي 6–3، 6–3                      | ليانغ إن شاو وانغ يافان                       | نايكثا بينز ليانغ إن شاو                      | أوليفيا غاديكي جوانا غارلاند بيترا هول وانغ يافان                         |
| 20 فبراير | سانتو دومينغو، جمهورية الدومينيكان صلب W25 قرعة الفردي والزوجي                                   | ستايسي فونغ 2–6، 7–6(7–5)، 6–1                            | يوديس تشونغ                                   | جيسي آني إيفا فيدر                            | تيساه أندريانجافيتريمو صوفيا كوستولاس فاني ستولار إيرين بوريو إسكوريويلا  |
| 20 فبراير | سانتو دومينغو، جمهورية الدومينيكان صلب W25 قرعة الفردي والزوجي                                   | جادا هارت رشيدة مكادو 6–3، 6–3                            | أريان هارتونو إيفا فيدر                       | جيسي آني إيفا فيدر                            | تيساه أندريانجافيتريمو صوفيا كوستولاس فاني ستولار إيرين بوريو إسكوريويلا  |
| 20 فبراير | شرم الشيخ، مصر صلب W15 قرعة الفردي والزوجي                                                       | لي إيون هي 6–4، 6–1                                       | كلاوديا بوبليتيه                              | إميليا تفيريجونايت باك دا-يون                 | ساندرا سمير لافينيا تاناسيه لوكا أدفاردي إميلي ليند                       |
| 20 فبراير | شرم الشيخ، مصر صلب W15 قرعة الفردي والزوجي                                                       | إميلي ليند لوكا أدفاردي 6–4، 5–7، [10–3]                  | ألكسندرا بوسبيلوفا · نينا روديوكوفا           | إميليا تفيريجونايت باك دا-يون                 | ساندرا سمير لافينيا تاناسيه لوكا أدفاردي إميلي ليند                       |
| 20 فبراير | جوروجرام، الهند أرضية صلبة W15 قرعات الفردي والزوجي                                              | فايديهي تشودري 4–6، 6–2، 6–0                              | ساندبتي سينج راو                              | زيل ديساي فاني أوستلوند                       | ديانا مارسنكفيتشا ساكي إيماورا أنتونيا شميت سارة-ربيكا سيكوليتش           |
| 20 فبراير | جوروجرام، الهند أرضية صلبة W15 قرعات الفردي والزوجي                                              | زيل ديساي بونين كوفابيتوكتيد 6–2، 6–2                     | شريفالي باميديباتي فايديهي تشودري             | زيل ديساي فاني أوستلوند                       | ديانا مارسنكفيتشا ساكي إيماورا أنتونيا شميت سارة-ربيكا سيكوليتش           |
| 20 فبراير | كوالالمبور، ماليزيا أرضية صلبة W15 قرعات الفردي والزوجي                                          | قوه هانيو 6–4، 6–3                                        | أيومي كوشيشي                                  | شون فانغيينغ أنشيسا شانتان                    | غوزال أيانتدينوفا · جونري ناميجاتا · ريكو ساوياناغي · أناستاسيا سوخوتينا  |
| 20 فبراير | كوالالمبور، ماليزيا أرضية صلبة W15 قرعات الفردي والزوجي                                          | قوه هانيو لي يو-يون 6–0، 2–6، [10–2]                      | أنشيسا شانتان أياكا أوكونو                    | شون فانغيينغ أنشيسا شانتان                    | غوزال أيانتدينوفا · جونري ناميجاتا · ريكو ساوياناغي · أناستاسيا سوخوتينا  |
| 20 فبراير | ماناكور، إسبانيا أرضية صلبة W15 قرعات الفردي والزوجي                                             | فالنتينا رايزر 6–3، 6–3                                   | إينيس مورتا                                   | إيوانا لوريدانا روسكا شافيت كيمشي             | إلينكا أمارياي كارولينا كول ناهيا بيركوكي دينيسا هيندوفا                  |
| 20 فبراير | ماناكور، إسبانيا أرضية صلبة W15 قرعات الفردي والزوجي                                             | أولغا باريس أزكويتيا إيوانا لوريدانا روسكا 6–4، 7–6(6-8)  | نايما كاراموكو إينيس مورتا                    | إيوانا لوريدانا روسكا شافيت كيمشي             | إلينكا أمارياي كارولينا كول ناهيا بيركوكي دينيسا هيندوفا                  |
| 20 فبراير | المنستير، تونس أرضية صلبة W15 قرعات الفردي والزوجي                                               | ديانا رادانوفيتش 6–7(4-7)، 6–3، 6–2                       | ليو فانجزو                                    | بياتريس ريشي ناهو ساتو                        | إليني كريستوفي ليوني كونغ تيانتسوا سارة راكوتومانجا رجاونا إيرينا بلاس    |
| 20 فبراير | المنستير، تونس أرضية صلبة W15 قرعات الفردي والزوجي                                               | ليوني كونغ ناهو ساتو 6–2، 6–1                             | إليني كريستوفي باريس كورلي                    | بياتريس ريشي ناهو ساتو                        | إليني كريستوفي ليوني كونغ تيانتسوا سارة راكوتومانجا رجاونا إيرينا بلاس    |
| 20 فبراير | أنطاليا، تركيا أرضية ترابية W15 قرعات الفردي والزوجي                                             | ديانا ديميدوفا · 7–5، 6–3                                 | عايشجول ميرت                                  | سيمونا أوجيسكو صوفيا روكيتشي                  | جوليا ستاماتوفا · فيكي فان دي بير · سيلفي زوند · داريا لوديكوفا           |
| 20 فبراير | أنطاليا، تركيا أرضية ترابية W15 قرعات الفردي والزوجي                                             | أنا كاندييتو · داريا لوديكوفا · 6–3، 6–2                  | أليساندرا مازولا صوفيا روكيتشي                | سيمونا أوجيسكو صوفيا روكيتشي                  | جوليا ستاماتوفا · فيكي فان دي بير · سيلفي زوند · داريا لوديكوفا           |
| 27 فبراير | إمباير وومنز إندور ترنافا، سلوفاكيا صلبة (داخلية) W60 الفردي – الزوجي                            | جاكلين كريستيان 7–6(9–7)، 7–6(7–4)                        | أوسيان دودان                                  | غريت مينين كريستينا كوكوفا                    | باربورا باليكوفا يانينا ويكماير تمارا زيدانسيك تيريزا سميتكوفا            |
| 27 فبراير | إمباير وومنز إندور ترنافا، سلوفاكيا صلبة (داخلية) W60 الفردي – الزوجي                            | غريت مينين يانينا ويكماير 6–4، 6–4                        | سافو ساكيلاريدي رادكا زلنيتشكوفا              | غريت مينين كريستينا كوكوفا                    | باربورا باليكوفا يانينا ويكماير تمارا زيدانسيك تيريزا سميتكوفا            |
| 27 فبراير | أركاديا وومنز برو أوبن أركاديا، الولايات المتحدة صلبة W60 الفردي – الزوجي                        | ساره إيراني عدم الحضور                                    | أرانتشا روس                                   | بترا مارشينكو ديان باري                       | رينا سايجو ميغان مكراي صوفي تشانغ إينا شيبهارا                            |
| 27 فبراير | أركاديا وومنز برو أوبن أركاديا، الولايات المتحدة صلبة W60 الفردي – الزوجي                        | فرانشيسكا دي لورينزو كريستينا روسكا 6–1، 6–1              | رينا سايجو يوكيينا سايجو                      | بترا مارشينكو ديان باري                       | رينا سايجو ميغان مكراي صوفي تشانغ إينا شيبهارا                            |
| 27 فبراير | بي تي في وومنز آستانا، كازاخستان صلبة (داخلية) W40 سحب الفردي والزوجي                            | بولينا كودرميتوفا · 6–2، 6–3                              | داريا أستاخوفا                                | أناستاسيا تيخونوفا · كلوي باكيوت              | لينا غورشيسكا · كريستينا ملادينوفيتش · صوفيا لانسر · جانغ سو جونج         |
| 27 فبراير | بي تي في وومنز آستانا، كازاخستان صلبة (داخلية) W40 سحب الفردي والزوجي                            | آنا دانيلينا · إيرينا شيمانوفيتش · 6–4، 6–7(8–10)، [10–7] | هان نا لاي جانغ سو جونج                       | أناستاسيا تيخونوفا · كلوي باكيوت              | لينا غورشيسكا · كريستينا ملادينوفيتش · صوفيا لانسر · جانغ سو جونج         |
| 27 فبراير | توكومان، الأرجنتين طينية W25 سحب الفردي والزوجي                                                  | روزا فيكينس ماس 6–2، 6–1                                  | كارولينا ألفيس                                | إميلي سيبولد مارتينا كابورو تابوردا           | ماريا فرناندا هيرازو كارلوتا مارتينز سيريز جوليا رييرا فاليريا ستراخوفا   |
| 27 فبراير | توكومان، الأرجنتين طينية W25 سحب الفردي والزوجي                                                  | فاليريا ستراخوفا دانييلا فيسماني 6–3، 3–6، [13–11]        | غييرمينا نايا جوليا رييرا                     | إميلي سيبولد مارتينا كابورو تابوردا           | ماريا فرناندا هيرازو كارلوتا مارتينز سيريز جوليا رييرا فاليريا ستراخوفا   |
| 27 فبراير | سوان هيل، أستراليا عشبية W25 سحب الفردي والزوجي                                                  | قالب:بيانات بلد تايبيه جوانا غارلاند 6–3، 4–6، 7–6(9–7)   | وانغ يافان                                    | أوليفيا غاديكي ليانغ إن شو                    | ما ييشين أرينا روديونوفا ليزا ميس يانغ يا يي                              |
| 27 فبراير | سوان هيل، أستراليا عشبية W25 سحب الفردي والزوجي                                                  | إليسيا بولتون ألكسندرا بوزوفيتش 7–6(7–3)، 2–6، [10–7]     | أوليفيا غاديكي بيترا هول                      | أوليفيا غاديكي ليانغ إن شو                    | ما ييشين أرينا روديونوفا ليزا ميس يانغ يا يي                              |
| 27 فبراير | تورونتو، كندا صلب (داخلي) W25 قرعة الفردي والزوجي                                                | كاثرين سيبوف 6–4، 7–6(7–4)                                | هيمينو ساكاتسومي                              | تايلور نغ غابرييلا كنوتسون                    | فيكتوريا كوزموفا كايلا كروس ميريام بولغارو جيسي أيني                      |
| 27 فبراير | تورونتو، كندا صلب (داخلي) W25 قرعة الفردي والزوجي                                                | ألريكك إيكري فاني ستولار 7–6(8–6)، 6–0                    | مايا جوينت ميا ياماكيٹا                       | تايلور نغ غابرييلا كنوتسون                    | فيكتوريا كوزموفا كايلا كروس ميريام بولغارو جيسي أيني                      |
| 27 فبراير | Open de Touraine جويل ليه تور، فرنسا صلب (داخلي) W25 قرعة الفردي والزوجي                         | وي سجي 6–4، 7–6(7–5)                                      | باي زوشوان                                    | كو يون وو سوزان بانديتشي                      | كاجسا رينالدو بيرسون نينا رادوفانوفيتش إيميلين دارترون كاثارينا هوبغارسكي |
| 27 فبراير | Open de Touraine جويل ليه تور، فرنسا صلب (داخلي) W25 قرعة الفردي والزوجي                         | فيرونيكا إيريافيتش جوستينا ميكولسكيت 6–4، 6–0             | كيارا شول أنيتا هوساريتش                      | كو يون وو سوزان بانديتشي                      | كاجسا رينالدو بيرسون نينا رادوفانوفيتش إيميلين دارترون كاثارينا هوبغارسكي |
| 27 فبراير | بنغالور، الهند صلب (داخلي) W25 قرعة الفردي والزوجي                                               | ميساكي ماتسودا 7–5، 4–6، 7–6(8–6)                         | ميساكي دوي                                    | فالنتيني جراماتيكوبولو نادين كيلر             | ديا هردجلاش بونين كوفابيتوكتيت إري شيميزو جاكلين كاباج أواد               |
| 27 فبراير | بنغالور، الهند صلب (داخلي) W25 قرعة الفردي والزوجي                                               | ديا هردجلاش إيدن سيلفا 3–6، 6–4، [10–7]                   | فرانسيسكا خورخي ماتيلدي خورخي                 | فالنتيني جراماتيكوبولو نادين كيلر             | ديا هردجلاش بونين كوفابيتوكتيت إري شيميزو جاكلين كاباج أواد               |
| 27 فبراير | سبرينغ، الولايات المتحدة صلب W25 قرعة الفردي والزوجي                                             | يوليا ستارودوبتسيفا 6–3، 2–6، 6–2                         | ماريا ماتيس                                   | ماريا كونونوفا · لو جياجينغ                   | كليرفي نغونو · رافينا كينجسلي · تيفاني لوميتري · فيرونيكا ميروشنيتشينكو   |
| 27 فبراير | سبرينغ، الولايات المتحدة صلب W25 قرعة الفردي والزوجي                                             | ماريا ماتيس كليرفي نغونو 6–4، 2–6، [10–4]                 | صوفيا جونسون يوليا ستارودوبتسيفا              | ماريا كونونوفا · لو جياجينغ                   | كليرفي نغونو · رافينا كينجسلي · تيفاني لوميتري · فيرونيكا ميروشنيتشينكو   |
| 27 فبراير | شرم الشيخ، مصر صلب W15 قرعة الفردي والزوجي                                                       | كارولا بيجينارو 6–4، 6–2                                  | ساندرا سمير                                   | لي إيون هاي · أليفتينا إبراغيموفا             | جيونج بو يونج إميلي لينده ستيفاني فيسشر وو هو تشينغ                       |
| 27 فبراير | شرم الشيخ، مصر صلب W15 قرعة الفردي والزوجي                                                       | بولينا ياتشينكو · ساندرا سمير · 6–4، 7–5                  | باك دا يون جيونج بو يونج                      | لي إيون هاي · أليفتينا إبراغيموفا             | جيونج بو يونج إميلي لينده ستيفاني فيسشر وو هو تشينغ                       |
| 27 فبراير | كوتشينغ، ماليزيا صلب W15 قرعة الفردي والزوجي                                                     | أيومي كوشيشي 5–7، 6–2، 6–1                                | قوه هانيو                                     | رن يوفاي فنغ شو                               | كيم دا-بن جيدى دانييل مي ياماغوتشي آوي إيتو                               |
| 27 فبراير | كوتشينغ، ماليزيا صلب W15 قرعة الفردي والزوجي                                                     | قوه هانيو لي يو-يون 6–2، 6–3                              | فنغ شو قوه ميتشي                              | رن يوفاي فنغ شو                               | كيم دا-بن جيدى دانييل مي ياماغوتشي آوي إيتو                               |
| 27 فبراير | ماناكور، إسبانيا صلب W15 فردي وزوجي                                                              | هان فاندي وينكيل 6–1، 6–0                                 | بويانا كلينكوف                                | فيونا غانز نوهيليا بوزو زانوتي                | مي تيانمي أولكسندرا أولينكوفا إيفا بريموراك فالنتينا ريسر                 |
| 27 فبراير | ماناكور، إسبانيا صلب W15 فردي وزوجي                                                              | جويل ستوير هان فاندي وينكيل 7–6(7–4)، 6–2                 | إيفون كافال ريمييرز مارتا غونزاليس إنسيناس    | فيونا غانز نوهيليا بوزو زانوتي                | مي تيانمي أولكسندرا أولينكوفا إيفا بريموراك فالنتينا ريسر                 |
| 27 فبراير | المنستير، تونس صلب W15 فردي وزوجي                                                                | ناهو ساتو 0–6، 6–4، 6–1                                   | وو ميكسو                                      | سميرة دي ستيفانو أريانا زوكيني                | إليسا أندريا كاميرانو ماتيلد مارياني تاتيانا بييري إلينا ميلوفانوفيتش     |
| 27 فبراير | المنستير، تونس صلب W15 فردي وزوجي                                                                | ليو فانجزو ناهو ساتو 6–4، 6–1                             | إليني كريستوفي باريس كورلي                    | سميرة دي ستيفانو أريانا زوكيني                | إليسا أندريا كاميرانو ماتيلد مارياني تاتيانا بييري إلينا ميلوفانوفيتش     |
| 27 فبراير | أنطاليا، تركيا طين W15 فردي وزوجي                                                                | داريا لوديكوفا · 6–3، 7–6(7–2)                            | أليساندرا مازولا                              | ميهو كوراموتشي ديميترا بافلو                  | كاتيرينا تسغوروفا · بيتجا درامي · داريا شادشنيفا · ناتاليا سينيك          |
| 27 فبراير | أنطاليا، تركيا طين W15 فردي وزوجي                                                                | آنا كانديتو سيمونا أوغيسكو 6–3، 6–4                       | ميهو كوراموتشي بويانا مارينكوفيتش             | ميهو كوراموتشي ديميترا بافلو                  | كاتيرينا تسغوروفا · بيتجا درامي · داريا شادشنيفا · ناتاليا سينيك          |

### مارس
| الأسبوع | البطولة                                                                            | الفائزات                                                      | الوصيفات                                 | المتأهلات لنصف النهائي                 | المتأهلات لربع النهائي                                                 |
| ------- | ---------------------------------------------------------------------------------- | ------------------------------------------------------------- | ---------------------------------------- | -------------------------------------- | ---------------------------------------------------------------------- |
| 6 مارس  | بطولة بي تي في للسيدات أستانا، كازاخستان صلب (داخلي) 60 واط فردي – زوجي            | جانغ سو جونج 1–6، 4–6                                         | مويوكا أوشيجيما                          | أنستاسيا زاخاروفا · بولينا كوديرميتوفا | زينب سونميز · كلوي باكيوت · إيرينا شيمانوفيتش · تينا لوكاس             |
| 6 مارس  | بطولة بي تي في للسيدات أستانا، كازاخستان صلب (داخلي) 60 واط فردي – زوجي            | بولينا كوديرميتوفا · أنستاسيا تيخونوفا · 6–2، 3–6، [7–10]     | هان نا لاي جانغ سو جونج                  | أنستاسيا زاخاروفا · بولينا كوديرميتوفا | زينب سونميز · كلوي باكيوت · إيرينا شيمانوفيتش · تينا لوكاس             |
| 6 مارس  | بطولة إمباير للسيدات الداخلية ترنافا، سلوفاكيا صلب (داخلي) 60 واط فردي – زوجي      | لوسي هافليتشكوفا 6–3، 6–7(4–7)، 5–7                           | أوسيان دودان                             | غريت مينين داريا سنيغور                | فيكتوريا توموفا باربورا باليكوفا سوناي كارتال رادكا زيلنيتشكوفا        |
| 6 مارس  | بطولة إمباير للسيدات الداخلية ترنافا، سلوفاكيا صلب (داخلي) 60 واط فردي – زوجي      | أليسيا بارنيت أوليفيا نيكولز 3–6، 3–6                         | أمينا أنشبا · أنستاسيا ديتيك             | غريت مينين داريا سنيغور                | فيكتوريا توموفا باربورا باليكوفا سوناي كارتال رادكا زيلنيتشكوفا        |
| 6 مارس  | بنغالور، الهند صلب 40 واط سحوبات الفردي والزوجي                                    | بريندا فرفيرتوفا 0–6، 4–6، 0–6                                | أنكيتا راينا                             | دليلا ياكوبوفيتش روتوجا بسالي          | بريسكا مادلين نوجروهو إيكومي يامازاكي ديا هردجلاش إيدن سيلفا           |
| 6 مارس  | بنغالور، الهند صلب 40 واط سحوبات الفردي والزوجي                                    | فرانسيسكا خورخي ماتيلد خورخي 7–5، 0–6، [3–10]                 | فالنتيني جراماتيكوبولو إيدن سيلفا        | دليلا ياكوبوفيتش روتوجا بسالي          | بريسكا مادلين نوجروهو إيكومي يامازاكي ديا هردجلاش إيدن سيلفا           |
| 6 مارس  | فريدريكتون، كندا صلب (داخلي) 25 واط سحوبات الفردي والزوجي                          | جابرييلا كنوتسون 4–6، 4–6                                     | هيمينو ساكاتسومي                         | فيكتوريا مورفايوفا ستايسي فانغ         | هسو تشيه يو مارتينا أوسترزجالو رافينا كينجسلي جيمي ليوب                |
| 6 مارس  | فريدريكتون، كندا صلب (داخلي) 25 واط سحوبات الفردي والزوجي                          | جيسي آني ديلينا هيويت 6–7(2–7)، 4–6                           | كوين جليسون جيمي ليوب                    | فيكتوريا مورفايوفا ستايسي فانغ         | هسو تشيه يو مارتينا أوسترزجالو رافينا كينجسلي جيمي ليوب                |
| 6 مارس  | Wiphold International بريتوريا، جنوب أفريقيا صلب W25 قرعة الفردي والزوجي           | إيمينا بيكتاس 3–6، 6–3، 7–6(8–6)                              | لينا غلشكو                               | لولو سون صوفيا كوستولاس                | ألينا كورنيفا · أليس روب · جيني دورست · ماي هونتاما                    |
| 6 مارس  | Wiphold International بريتوريا، جنوب أفريقيا صلب W25 قرعة الفردي والزوجي           | إيمينا بيكتاس لينا غلشكو 6–3، 4–6، [13–11]                    | تيميا بابوش جورجينا غارسيا بيريز         | لولو سون صوفيا كوستولاس                | ألينا كورنيفا · أليس روب · جيني دورست · ماي هونتاما                    |
| 6 مارس  | بوكا راتون، الولايات المتحدة صلب W25 قرعة الفردي والزوجي                           | فيكتوريا خيمينيز كاسينتسيفا 6–2، 6–2                          | ويتني أوسويجوي                           | ماريا لوردس كارلي لويزا تشيريكو        | ماكينا جونز جوان زوغر باولا أورمايتشيا غريس مين                        |
| 6 مارس  | بوكا راتون، الولايات المتحدة صلب W25 قرعة الفردي والزوجي                           | هيلي بابتيست ويتني أوسويجوي 6–2، 6–2                          | فرانشيسكا دي لورينزو ماكينا جونز         | ماريا لوردس كارلي لويزا تشيريكو        | ماكينا جونز جوان زوغر باولا أورمايتشيا غريس مين                        |
| 6 مارس  | شرم الشيخ، مصر صلب W15 قرعة الفردي والزوجي                                         | كاتارينا كوزموفا 6–3، 6–4                                     | إيميلي ليند                              | بولينا ياتشينكو · باك دايون            | كارولا بيجينارو لميس الحسين عبد العزيز ميرنا رفعت جيونغ بويونغ         |
| 6 مارس  | شرم الشيخ، مصر صلب W15 قرعة الفردي والزوجي                                         | مي هاسيغاوا وو هو-تشينغ انسحاب                                | أغلايا فيدوروفا · كاتارينا كوزموفا       | بولينا ياتشينكو · باك دايون            | كارولا بيجينارو لميس الحسين عبد العزيز ميرنا رفعت جيونغ بويونغ         |
| 6 مارس  | أميان، فرنسا ترابي (داخلي) W15 قرعة الفردي والزوجي                                 | كايجا هينيمان 6–3، 6–1                                        | فيكي فان دي بير                          | لي زونغيو ياروسلافا بارتاشيفيتش        | مانيفا راكوتمالالا أرينا فاسيليسكيو مارثا ماتولا كو يون و              |
| 6 مارس  | أميان، فرنسا ترابي (داخلي) W15 قرعة الفردي والزوجي                                 | مارثا ماتولا أرينا فاسيليسكيو 6–2، 7–5                        | ياروسلافا بارتاشيفيتش ديانا مارتينوف     | لي زونغيو ياروسلافا بارتاشيفيتش        | مانيفا راكوتمالالا أرينا فاسيليسكيو مارثا ماتولا كو يون و              |
| 6 مارس  | منستير، تونس صلب W15 قرعة الفردي والزوجي                                           | ناهو ساتو 2–6، 6–4، 6–0                                       | باريس كورلي                              | أنيا فيلدغرابر ليو فانجزو              | فيديريكا دي سارا كيلي ماكنزي يانغ ييدي أنوك كويفرمانز                  |
| 6 مارس  | منستير، تونس صلب W15 قرعة الفردي والزوجي                                           | أنوك كويفرمانز مارينتي سيجبسما 6–4، 6–3                       | أنجيليكا راجي جينيفر روغيري              | أنيا فيلدغرابر ليو فانجزو              | فيديريكا دي سارا كيلي ماكنزي يانغ ييدي أنوك كويفرمانز                  |
| 6 مارس  | أنطاليا، تركيا ترابي W15 قرعة الفردي والزوجي                                       | دينيسلافا غلشكو 6–2، 6–4                                      | ناتاليا سينيك                            | إيلاي يورك ماوي أوستررايخر             | ريكه دي كونينغ ناتاليا سيدليسكا سيلين سيمونيو جورجيا بيدوني            |
| 6 مارس  | أنطاليا، تركيا ترابي W15 قرعة الفردي والزوجي                                       | آنا كانديوتو ناتاليا سيدليسكا 6–3، 7–5                        | فيكتوريا دما سيفيل يولداشيفا             | إيلاي يورك ماوي أوستررايخر             | ريكه دي كونينغ ناتاليا سيدليسكا سيلين سيمونيو جورجيا بيدوني            |
| 13 مارس | دولي ملاعب الطين في منطقة العاصمة الأسترالية كانبيرا، أستراليا طين 60W فردي – زوجي | بريسلا هون 4–6، 2–6، 4–6                                      | أوليفيا غاديتشي                          | دليلا ياكوبوفيتش هاروكا كاجي           | بيترا هولي ديستاني أيافا جوانا جارلاند أرينا روديونوفا                 |
| 13 مارس | دولي ملاعب الطين في منطقة العاصمة الأسترالية كانبيرا، أستراليا طين 60W فردي – زوجي | إليسا بولتون ألكسندرا بوزوفيتش 4–6، 5–7، [11–13]              | بريسلا هون دليلا ياكوبوفيتش              | دليلا ياكوبوفيتش هاروكا كاجي           | بيترا هولي ديستاني أيافا جوانا جارلاند أرينا روديونوفا                 |
| 13 مارس | الدولي ويب هولد بريتوريا، جنوب أفريقيا صلب 60W فردي – زوجي                         | ألينا كورنييفا · 3–6، 6–7(3–7)                                | تيميا بابوش                              | رالوكا شيربان إيمينا بيكتاس            | لولو سون ساتشيا فيكري مانون ليونارد إيبك أوز                           |
| 13 مارس | الدولي ويب هولد بريتوريا، جنوب أفريقيا صلب 60W فردي – زوجي                         | ماي هونتاما أليس توبيلو 3–6، 3–6                              | صوفيا كوستولاس دليلا سبيتييري            | رالوكا شيربان إيمينا بيكتاس            | لولو سون ساتشيا فيكري مانون ليونارد إيبك أوز                           |
| 13 مارس | أنابويما، كولومبيا طين 40W قرعات الفردي والزوجي                                    | أرانتشا روس 3–6، 7–6(3–7)، 2–6                                | سينجا كراوس                              | جوان زوغر كارول مونيت                  | نفيسة بيربيروفيتش إيفا فيدر يولايانا مونروي يو إكسياودي                |
| 13 مارس | أنابويما، كولومبيا طين 40W قرعات الفردي والزوجي                                    | إيرينا خروماتشيفا · فاليريا استراكوفا · 0–6، 6–1، [4–10]      | أندريا غاميز إيفا فيدر                   | جوان زوغر كارول مونيت                  | نفيسة بيربيروفيتش إيفا فيدر يولايانا مونروي يو إكسياودي                |
| 13 مارس | ريتشاني، جمهورية التشيك صلب (داخلي) 40W قرعات الفردي والزوجي                       | أنتونيا روجيتش 4–6، 1–6                                       | ليزلي كركهوف                             | جيسيكا بونشيه منى بارثل                | إلسا جاكيموت لولا راديفوييفيتش ليا بوشكوفيتش مايا تشوالينسكا           |
| 13 مارس | ريتشاني، جمهورية التشيك صلب (داخلي) 40W قرعات الفردي والزوجي                       | تايشيا مورديرغير يانا مورديرغير 1–6، 6–4، [6–10]              | نيجينا أبدوريموفا · ألونا فومينا         | جيسيكا بونشيه منى بارثل                | إلسا جاكيموت لولا راديفوييفيتش ليا بوشكوفيتش مايا تشوالينسكا           |
| 13 مارس | بالما نوفا، إسبانيا طين 25W قرعات الفردي والزوجي                                   | غيومار ماريستاني 4–6، 6–1، 1–6                                | روزا فيسينس ماس                          | جيرغانا توبالوفا · إيرينا شيمانوفيتش   | تارا ويرث أريانا جيرلينغز كريستينا دينو كاثينكا فون ديكمان             |
| 13 مارس | بالما نوفا، إسبانيا طين 25W قرعات الفردي والزوجي                                   | فرانسيسكا خورخي ماتيلدي خورخي 1–6، 6–3، [8–10]                | إيكاترين جورجودزي · إيرينا شيمانوفيتش    | جيرغانا توبالوفا · إيرينا شيمانوفيتش   | تارا ويرث أريانا جيرلينغز كريستينا دينو كاثينكا فون ديكمان             |
| 13 مارس | شرم الشيخ، مصر صلب W15 فردي وزوجي                                                  | كاتارينا كوزموفا 6–2، 7–6(7–0)                                | وو هو تشينغ                              | مارتينا كوبكا · بولينا إياتشينكو       | إزتر ميري لميس الحسين عبد العزيز وانغ مي لينغ رادكا زلنيسكوفا          |
| 13 مارس | شرم الشيخ، مصر صلب W15 فردي وزوجي                                                  | بولينا إياتشينكو · كاتارينا كوزموفا · 6–4، 6–0                | بولين كوركو كميل موغا                    | مارتينا كوبكا · بولينا إياتشينكو       | إزتر ميري لميس الحسين عبد العزيز وانغ مي لينغ رادكا زلنيسكوفا          |
| 13 مارس | جونيس، فرنسا طين (داخلي) W15 فردي وزوجي                                            | ساندي مارتي 6–4، 6–1                                          | أنتونيا شميدت                            | جيسيكا بيرتولدو إنولا شييزا            | مارتا غونزاليس إنسيناس ليندا سالفي ديانا مارتينوف فيرينا ميليس         |
| 13 مارس | جونيس، فرنسا طين (داخلي) W15 فردي وزوجي                                            | أنتونيا شميدت أرينا فاسيليسكو 7–5، 6–3                        | كارولينا كوزاكوفا · إفيإلينا لاسكيفيتش   | جيسيكا بيرتولدو إنولا شييزا            | مارتا غونزاليس إنسيناس ليندا سالفي ديانا مارتينوف فيرينا ميليس         |
| 13 مارس | كاندية، اليونان طين W15 فردي وزوجي                                                 | إلينكا أمارئي 6–4، 6–1                                        | سارة كاكاريفيتش                          | شافيت كيمتشي أنكيا تودوني              | إيريني لافينو لافينيا تانسيا فابيين جيتورت إيفانا شبيستوفا             |
| 13 مارس | كاندية، اليونان طين W15 فردي وزوجي                                                 | باتريسيا باوكشتيتي أنكيا تودوني 6–3، 6–7(7–9)، [10–5]         | شافيت كيمتشي نينا فارجوفا                | شافيت كيمتشي أنكيا تودوني              | إيريني لافينو لافينيا تانسيا فابيين جيتورت إيفانا شبيستوفا             |
| 13 مارس | جاكرتا، إندونيسيا صلب W15 فردي وزوجي                                               | بارك سو هيون 6–3، 6–3                                         | أناستاسيا كوفاليفا                       | تشو يي تسن ريسا أوشيجيما               | آن يو جين لي زونغيو تشو إيه هسوان هارونا أراكاوا                       |
| 13 مارس | جاكرتا، إندونيسيا صلب W15 فردي وزوجي                                               | تشو إيه هسوان تشو يي تسن 5–7، 6–2، [10–4]                     | إليسا فانلانغندونك اميليا واليغورا       | تشو يي تسن ريسا أوشيجيما               | آن يو جين لي زونغيو تشو إيه هسوان هارونا أراكاوا                       |
| 13 مارس | المنستير، تونس صلب W15 فردي وزوجي                                                  | نينا رادوفانوفيتش 6–2، 6–3                                    | كيلي ماكينزي                             | ياسمين منصوري أليسا بارانوفسكا         | أنجيليكا راجي وانج جياكي أورورا زانتيديشتي تاميرا باسيك                |
| 13 مارس | المنستير، تونس صلب W15 فردي وزوجي                                                  | داشا إيفانوفا أنجيليكا راجي 6–2، 6–4                          | باريس كورلي فيرناندا لابرّانيا            | ياسمين منصوري أليسا بارانوفسكا         | أنجيليكا راجي وانج جياكي أورورا زانتيديشتي تاميرا باسيك                |
| 13 مارس | أنطاليا، تركيا طين W15 فردي وزوجي                                                  | ميهو كوراموتشي 7–6(7–4)، 6–4                                  | جولي شتروبلوفا                           | داريا لوديكوفا · داريا شادشنيفا        | إيلاي يوريك دينيسلافا غلوشكوفا هاني فاندي وينكل سيباستينا سقليبوطي     |
| 13 مارس | أنطاليا، تركيا طين W15 فردي وزوجي                                                  | آنا كانديتو · داريا لوديكوفا · 6–4، 6–4                       | فيرجينيا فيرارا جورجيا بيدوني            | داريا لوديكوفا · داريا شادشنيفا        | إيلاي يوريك دينيسلافا غلوشكوفا هاني فاندي وينكل سيباستينا سقليبوطي     |
| 20 مارس | ACT بطولة الملاعب الطينية الدولية كانبيرا، أستراليا طينية W60 فردي – زوجي          | وانغ يافان 3–6، 2–6، 0–6                                      | أوليفيا غاديكي                           | هيمينوا ساكاتسومه بيترا هول            | نايكثا بينز ماديسون إنغليس دليلا ياكوبوفيتش ألانا بارنابي              |
| 20 مارس | ACT بطولة الملاعب الطينية الدولية كانبيرا، أستراليا طينية W60 فردي – زوجي          | إرينا هاياشي يوكي نايتو 7–6(2–7)، 7–5                         | ديستاني أيافا أوليفيا غاديكي             | هيمينوا ساكاتسومه بيترا هول            | نايكثا بينز ماديسون إنغليس دليلا ياكوبوفيتش ألانا بارنابي              |
| 20 مارس | ماريبور، سلوفينيا صلب (داخلي) W40 قرعة الفردي والزوجي                              | ماي هونتاما 4–6، 6–3، 4–6                                     | كلارا تاوسون                             | كاتارينا زافاتسكا فيرونيكا إرغافيتش    | يانينا ويكماير · لولو صن · تاتيانا بروزوروفا · أنستازيا تيخونوفا       |
| 20 مارس | ماريبور، سلوفينيا صلب (داخلي) W40 قرعة الفردي والزوجي                              | صوفيا لانسيري · أنستازيا تيخونوفا · 3–6، 2–6                  | إرينا براء أندريا ميتو                   | كاتارينا زافاتسكا فيرونيكا إرغافيتش    | يانينا ويكماير · لولو صن · تاتيانا بروزوروفا · أنستازيا تيخونوفا       |
| 20 مارس | موسكيرا، كولومبيا طينية W25 قرعة الفردي والزوجي                                    | سينيا كراوس 7–6(4–7)، 6–7(6–8)، 3–6                           | إميليانا أرانجو                          | إيما لين سوزان لامنس                   | مارتينا كولمينا نفيسة بيربيروفيتش مارجو روفروي فاليريا استراخوفا       |
| 20 مارس | موسكيرا، كولومبيا طينية W25 قرعة الفردي والزوجي                                    | إيرينا خروماتشيفا · فاليريا استراخوفا · 5–7، 6–7(3–7)، [8–10] | سيلفيا أمبروسيو لينا باباداكيس           | إيما لين سوزان لامنس                   | مارتينا كولمينا نفيسة بيربيروفيتش مارجو روفروي فاليريا استراخوفا       |
| 20 مارس | جاكرتا، إندونيسيا صلب W25 فردي وزوجي                                               | أناستاسيا زاخاروفا · 3–6، 6–3، 6–4                            | باي تشوشوان                              | يانا فيت كودي وونغ                     | قوه هانيو ما يكزين لوكسيكا كومخوم مانانشايا ساوانجكايو                 |
| 20 مارس | جاكرتا، إندونيسيا صلب W25 فردي وزوجي                                               | ما يكزين مويكا أوشيجيما 6–0، 6–2                              | لوكسيكا كومخوم بينجتارن بليبويتش         | يانا فيت كودي وونغ                     | قوه هانيو ما يكزين لوكسيكا كومخوم مانانشايا ساوانجكايو                 |
| 20 مارس | بالما نوفا، إسبانيا طين W25 فردي وزوجي                                             | جاكلين كريستيان 6–4، 6–0                                      | إيرينا شيمانوفيتش                        | ليريو روميرو غورماز أندريا بريساكريو   | ألكسندرا كادانتو ميريام بلغارو ماري بينوا إيكاترين جورجودزي            |
| 20 مارس | بالما نوفا، إسبانيا طين W25 فردي وزوجي                                             | فرانسيسكا خورخي ماتيلدي خورخي 2–6، 6–3، [10–8]                | إيكاترين جورجودزي · إيرينا شيمانوفيتش    | ليريو روميرو غورماز أندريا بريساكريو   | ألكسندرا كادانتو ميريام بلغارو ماري بينوا إيكاترين جورجودزي            |
| 20 مارس | شرم الشيخ، مصر صلب W15 فردي وزوجي                                                  | بولينا ياتسينكو · 6–4، 6–2                                    | كاترينا كوزموفا                          | سارة ميلانيزي آنا أولياشينكو           | رادكا زيلنيتشكوفا ريناتا جامريتشوفا ياسمين كونواي كارولا بيجينارو      |
| 20 مارس | شرم الشيخ، مصر صلب W15 فردي وزوجي                                                  | لويس كوانغ آنا أولياشينكو 3–6، 6–1، [10–5]                    | مي هاسيغاوا وو هو-تشينغ                  | سارة ميلانيزي آنا أولياشينكو           | رادكا زيلنيتشكوفا ريناتا جامريتشوفا ياسمين كونواي كارولا بيجينارو      |
| 20 مارس | لو هافر، فرنسا طين (داخلي) W15 فردي وزوجي                                          | لويز بوايسون 6–0، 4–6، 6–2                                    | ديانا مارتينوف                           | فيرونيكا بودريز أريينا فاسيليسو        | فيونا جانز نوليا بوزو زانوتي ألبا ريه جارسيا تينا نادين سميث           |
| 20 مارس | لو هافر، فرنسا طين (داخلي) W15 فردي وزوجي                                          | أنتونيا شميت أريينا فاسيليسو 6–3، 6–2                         | نوليا بوزو زانوتي مارتا غونزاليس إنكيناس | فيرونيكا بودريز أريينا فاسيليسو        | فيونا جانز نوليا بوزو زانوتي ألبا ريه جارسيا تينا نادين سميث           |
| 20 مارس | هيراكليون، اليونان طين W15 فردي وزوجي                                              | إلينكا أماريني 6–4، 3–6، 6–2                                  | فابين جيتوارت                            | مارغريتا إغناتيفا نينا فارغوفا         | شافيت كيمشي مارتينا كارجارو إيرينا لافينو إيليني كريستوفي              |
| 20 مارس | هيراكليون، اليونان طين W15 فردي وزوجي                                              | إيليني كريستوفي ديميترا بافلو 7–5، 6–2                        | أنستاسيا سافتفا لافينيا تاناسي           | مارغريتا إغناتيفا نينا فارغوفا         | شافيت كيمشي مارتينا كارجارو إيرينا لافينو إيليني كريستوفي              |
| 20 مارس | هينود، اليابان صلب W15 فردي وزوجي                                                  | ناتسومي كاوجوتشي 6–4، 6–3                                     | آوي إيتو                                 | تساو تشيا-يي آيومي كوشيشي              | مويكا مياتا جونري ناميجاتا أكيكو أوما يوكا هوسوكي                      |
| 20 مارس | هينود، اليابان صلب W15 فردي وزوجي                                                  | أكاري إينوي تساو تشيا-يي 6–4، 6–7(5–7)، [10–5]                | لي يو-يون رينون أوكواكي                  | تساو تشيا-يي آيومي كوشيشي              | مويكا مياتا جونري ناميجاتا أكيكو أوما يوكا هوسوكي                      |
| 20 مارس | المنستير، تونس صلب W15 فردي وزوجي                                                  | ليو فانجزو 6–2، 6–3                                           | مارتينا سبيغاريلي                        | نينا رادوفانوفيتش ديانا رادانوفيتش     | أبيجيل أموس داشا إيفانوفا أمارني بانكس جوليا كريسينزي                  |
| 20 مارس | المنستير، تونس صلب W15 فردي وزوجي                                                  | نايما كراموكو إيزابيلا شنيكوفا 6–4، 3–6، [10–5]               | فيرنندا لابرينيا إلينا ميلوفانوفيتش      | نينا رادوفانوفيتش ديانا رادانوفيتش     | أبيجيل أموس داشا إيفانوفا أمارني بانكس جوليا كريسينزي                  |
| 20 مارس | أنطاليا، تركيا طين W15 قرعة الفردي والزوجي                                         | داريا لوديكوفا · 4–6، 6–0، 6–2                                | جولي سترابلوفا                           | هاني فاندفينكل إيلاي يورك              | جورجيا بيدوني أنيكا جاشكوفا آنا كانديوتو صوفيا شاباتافا                |
| 20 مارس | أنطاليا، تركيا طين W15 قرعة الفردي والزوجي                                         | دينيسا هيندوفا نيكا راديشيتش 7–6(8–6)، 6–3                    | باشاك إرايدن يوكي نا سايجو               | هاني فاندفينكل إيلاي يورك              | جورجيا بيدوني أنيكا جاشكوفا آنا كانديوتو صوفيا شاباتافا                |
| 27 مارس | Open de Seine-et-Marne كرويسي-بوبورغ، فرنسا صلب (داخلي) W60 فردي – زوجي            | جودي بوراج 3–6، 4–6، 0–6                                      | لوسيا برونزيتي                           | مارغو روفروي يانينا ويكماير            | أنستازيا بافليوتشينكوفا · إلسا جاكيموت · غريت مينين · ليزلي كركهوف     |
| 27 مارس | Open de Seine-et-Marne كرويسي-بوبورغ، فرنسا صلب (داخلي) W60 فردي – زوجي            | غريت مينين يانينا ويكماير 4–6، 4–6                            | جودي بوراج بيرفو جنغيز                   | مارغو روفروي يانينا ويكماير            | أنستازيا بافليوتشينكوفا · إلسا جاكيموت · غريت مينين · ليزلي كركهوف     |
| 27 مارس | موسكا سوبوتا، سلوفينيا صلب (داخلي) W40 قرعة الفردي والزوجي                         | ماجالي كيمبين 7–5، 7–5                                        | ماريا تيموفييفا                          | ريبيكا سرامكوفا أنطونيا روزيتش         | أندريا ميتو · تاتيانا بروزوروفا · داريا أستاخوفا · هارييت دارت         |
| 27 مارس | موسكا سوبوتا، سلوفينيا صلب (داخلي) W40 قرعة الفردي والزوجي                         | هارييت دارت أندريا ميتو انسحاب                                | ماجالي كيمبين زينيا كنول                 | ريبيكا سرامكوفا أنطونيا روزيتش         | أندريا ميتو · تاتيانا بروزوروفا · داريا أستاخوفا · هارييت دارت         |
| 27 مارس | سوپوو، كولومبيا طين W25 قرعة الفردي والزوجي                                        | سيلينا جانيتسييفيتش 4–6، 7–5، 4–6                             | سوزان لامينس                             | دانييلا فيسماني جوليا رييرا            | جوان زوغر · نوريا برانكاتشيو · سيلفيا أمبروسيو · إيرينا خروماتشيفا     |
| 27 مارس | سوپوو، كولومبيا طين W25 قرعة الفردي والزوجي                                        | جييرمينا نايا جوليا رييرا 7–5، 4–6                            | فيكتوريا هو ميلاني كروي                  | دانييلا فيسماني جوليا رييرا            | جوان زوغر · نوريا برانكاتشيو · سيلفيا أمبروسيو · إيرينا خروماتشيفا     |
| 27 مارس | جاكرتا، إندونيسيا صلب W25 قرعة الفردي والزوجي                                      | باي زووشوان 3–6، 0–6، 2–6                                     | أنكيتا راينا                             | قوه هاني لي زونغيو                     | مويكا أوشيجيما قاو شينغيو جيني ديرست كودي وونغ                         |
| 27 مارس | جاكرتا، إندونيسيا صلب W25 قرعة الفردي والزوجي                                      | قوه هاني كودي وونغ 2–6، 6–7(6–8)                              | شوي جي هي بارك سوهيون                    | قوه هاني لي زونغيو                     | مويكا أوشيجيما قاو شينغيو جيني ديرست كودي وونغ                         |
| 27 مارس | Kōfu International Open كوفو (ياماناشي)، اليابان صلب W25 قرعة الفردي والزوجي       | جانغ سو جونج 2–6، 3–6، 2–6                                    | هان نا لاي                               | وانغ يافان كيوكا أوكامورا              | هاروكا كاجي رينا سايغو تاليا جيبسون موموكو كوبوري                      |
| 27 مارس | Kōfu International Open كوفو (ياماناشي)، اليابان صلب W25 قرعة الفردي والزوجي       | هان نا لاي جانغ سو جونج 0–6، 4–6                              | جورجينا غارسيا بيريز إري هوزمي           | وانغ يافان كيوكا أوكامورا              | هاروكا كاجي رينا سايغو تاليا جيبسون موموكو كوبوري                      |
| 27 مارس | شرم الشيخ، مصر صلب W15 قرعة الفردي والزوجي                                         | بولينا إياتشينكو · 2–6، 2–2 انسحاب                            | إميلي لينده                              | لارا شميت جيسيكا فايللا                | أيلا أكسو كارولا بيجينارو ياو شينشين جاسمين كونواي                     |
| 27 مارس | شرم الشيخ، مصر صلب W15 قرعة الفردي والزوجي                                         | إميلي ليندي · ألكسندرا بوسبيلوفا · 6–2، 3–6، [11–9]           | جيسيكا فايللا آنا أولياشينكو             | لارا شميت جيسيكا فايللا                | أيلا أكسو كارولا بيجينارو ياو شينشين جاسمين كونواي                     |
| 27 مارس | المنستير، تونس صلب W15 قرعة الفردي والزوجي                                         | نويليا بوزو زانوتي 6–3، 6–1                                   | إلينا ميلوفانوفيتش                       | إيزابيلا شنيكوفا أميلي فان إيمب        | أرابيلا كولر ديانا رادانوفيتش كلارا فلاسيلير أماري بانكس               |
| 27 مارس | المنستير، تونس صلب W15 قرعة الفردي والزوجي                                         | أميلي فان إيمب كلارا فلاسيلير 6–0، 6–7(5–7)، [11–9]           | إلين جينوفيزي سافانا لي نغوين            | إيزابيلا شنيكوفا أميلي فان إيمب        | أرابيلا كولر ديانا رادانوفيتش كلارا فلاسيلير أماري بانكس               |
| 27 مارس | أنطاليا، تركيا طين W15 قرعة الفردي والزوجي                                         | جيبيك كولامباييفا 6–1، 6–3                                    | دينيزا هيندوفا                           | باشاك إرايدن آنه شيفر                  | أناستاسيا سوخوتينا · أندريا أوبردوفيتش · صوفيا شاباتافا · مارثا ماتولا |
| 27 مارس | أنطاليا، تركيا طين W15 قرعة الفردي والزوجي                                         | جيبيك كولامباييفا · داريا لواديكوفا · 6–1، 6–4                | جاكلين كاباج أواد مارثا ماتولا           | باشاك إرايدن آنه شيفر                  | أناستاسيا سوخوتينا · أندريا أوبردوفيتش · صوفيا شاباتافا · مارثا ماتولا |

## روابط خارجية
- International Tennis Federation (ITF)